# Parc Arqueològic de Monquirá
El Parc Arqueològic de Monquirá, també conegut popularment com "El Infiernito", és un lloc amerindi situat a 5 km de l'àrea urbana de Villa de Leyva, al departament de Boyacá (Colòmbia). És un monument lític que té dos components: 30 grans columnes de pedra (megàlits) de forma fàl·lica, que es troben disperses pel lloc i més d'un centenar de columnes més petites ordenades en dues fileres d'est a oest.
Segons les recerques arqueològiques, tenen almenys 2.200 anys d'antiguitat, de manera que són anteriors a l'arribada dels muisques a la zona. Per a alguns antropòlegs aquest indret era destinat a cultes i rituals de fertilitat; per a altres era un observatori astronòmic que indicava l'inici de les temporades d'estiu i hivern.
Les columnes de pedra, disposades en successió regular i amb espais simètrics entre si, deixen passar la llum i permeten la formació i moviment d'ombres, segons la direcció temporal del sol. Cada columna estava orientada de forma vertical i té cadascuna de mitjana 1,80 m d'alçada per 35 a 40 cm d'amplada; n'apareixen anivellades per l'extrem superior que, quasi sense excepció, presenta diverses osques. El conjunt devia informar del començament de les èpoques d'estiu i hivern. L'ombra més curta correspon al migdia del primer dia d'estiu i la més llarga al migdia del primer dia d'hivern. Aquest emplaçament ocupa un terreny rectangular de 38 m de llarg per 12 m d'ample, orientat d'est a oest. El nombre de columnes, 55 a 56, de cadascuna de les alineacions, deu respondre a un valor calendari relacionat amb el cicle d'alguns fets i fenòmens astronòmics, com ara els eclipsis.

## Tomba dolmènica

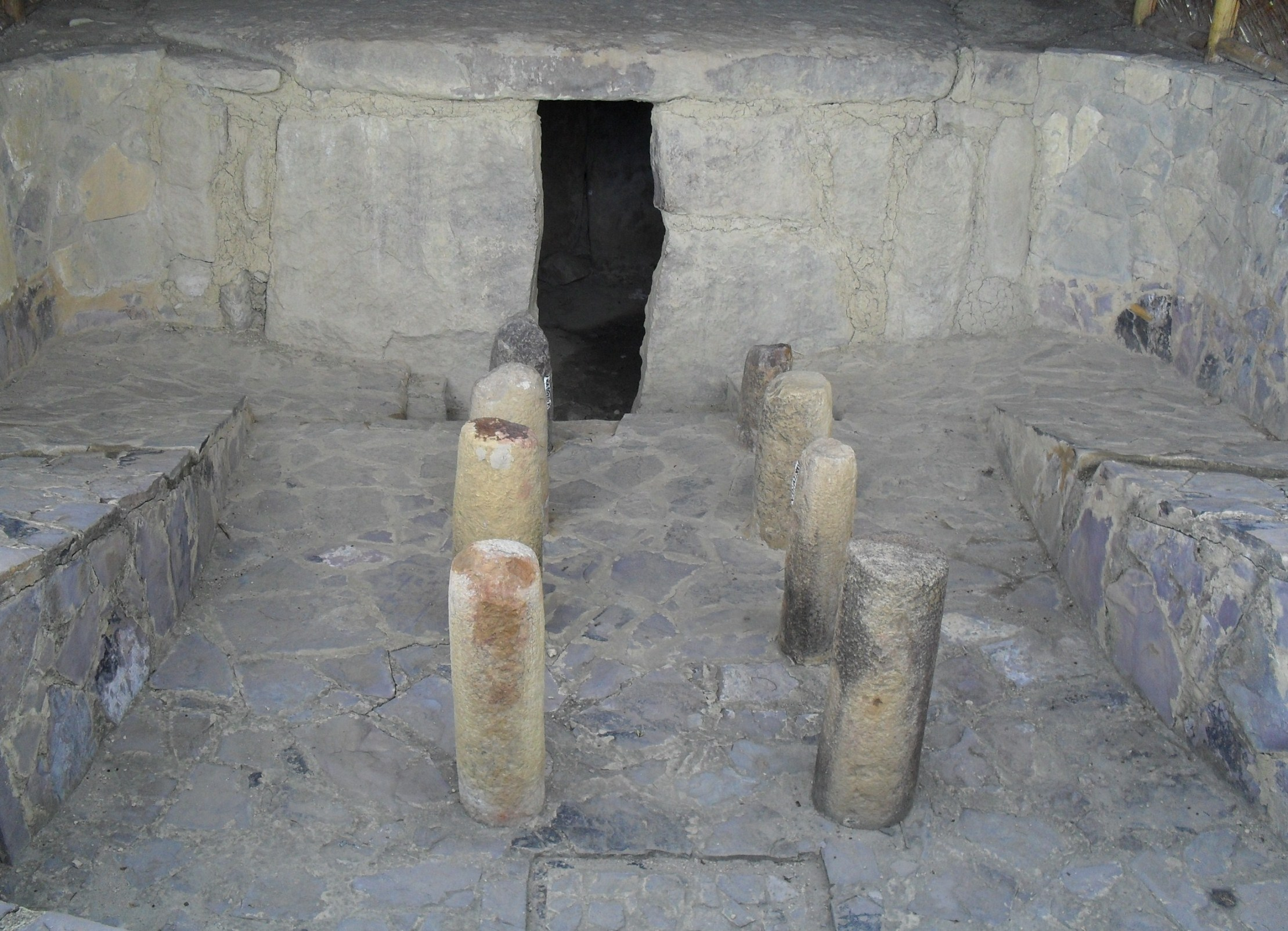
Tomba dolmènica a El Infiernito

El 2006 aparegué una urna funerària al costat oriental del parc, construïda en pedra de tipus dolmènic, dins de la qual hi havia uns atuells com a ofrenes, les restes d'un nen d'aproximadament dos anys, l'aixovar del qual tenia uns grans de petxines marines. Al voltant de la tomba es trobaren moltes restes òssies, la qual cosa fa pensar que fora una tomba col·lectiva, destinada a personatges d'alt rang espiritual. Abans, a la dècada dels 80 s'hi havien trobat 8 columnes caigudes, al costat del que després resultà ser-ne l'entrada, les quals es col·locaren en la possible ubicació originària, apuntant cap al nord.

## Galeria d'imatges

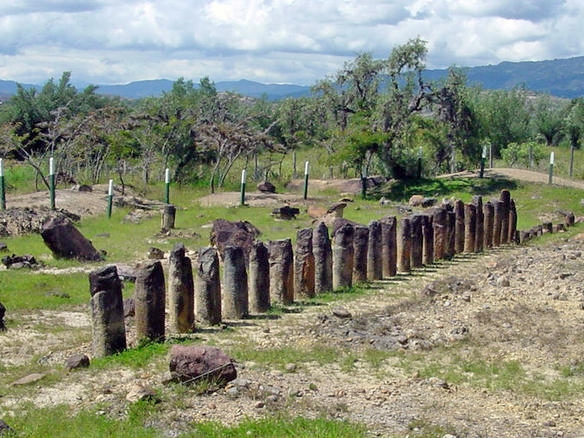
Figures fàl·liques ordenades, Parc Arqueològic de Monquirá
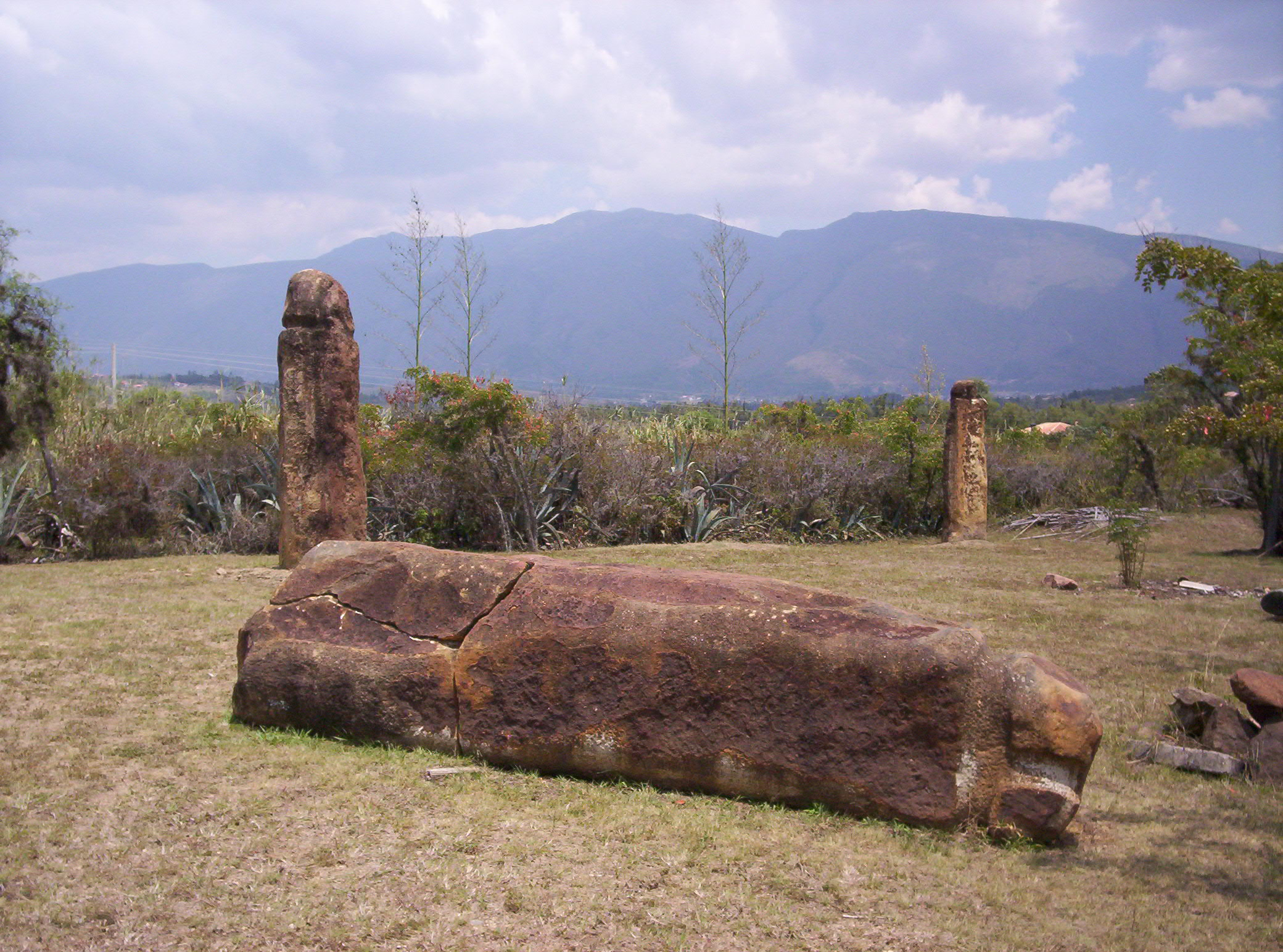
Figures fàl·liques aïllades, Parc Arqueològic de Monquirá
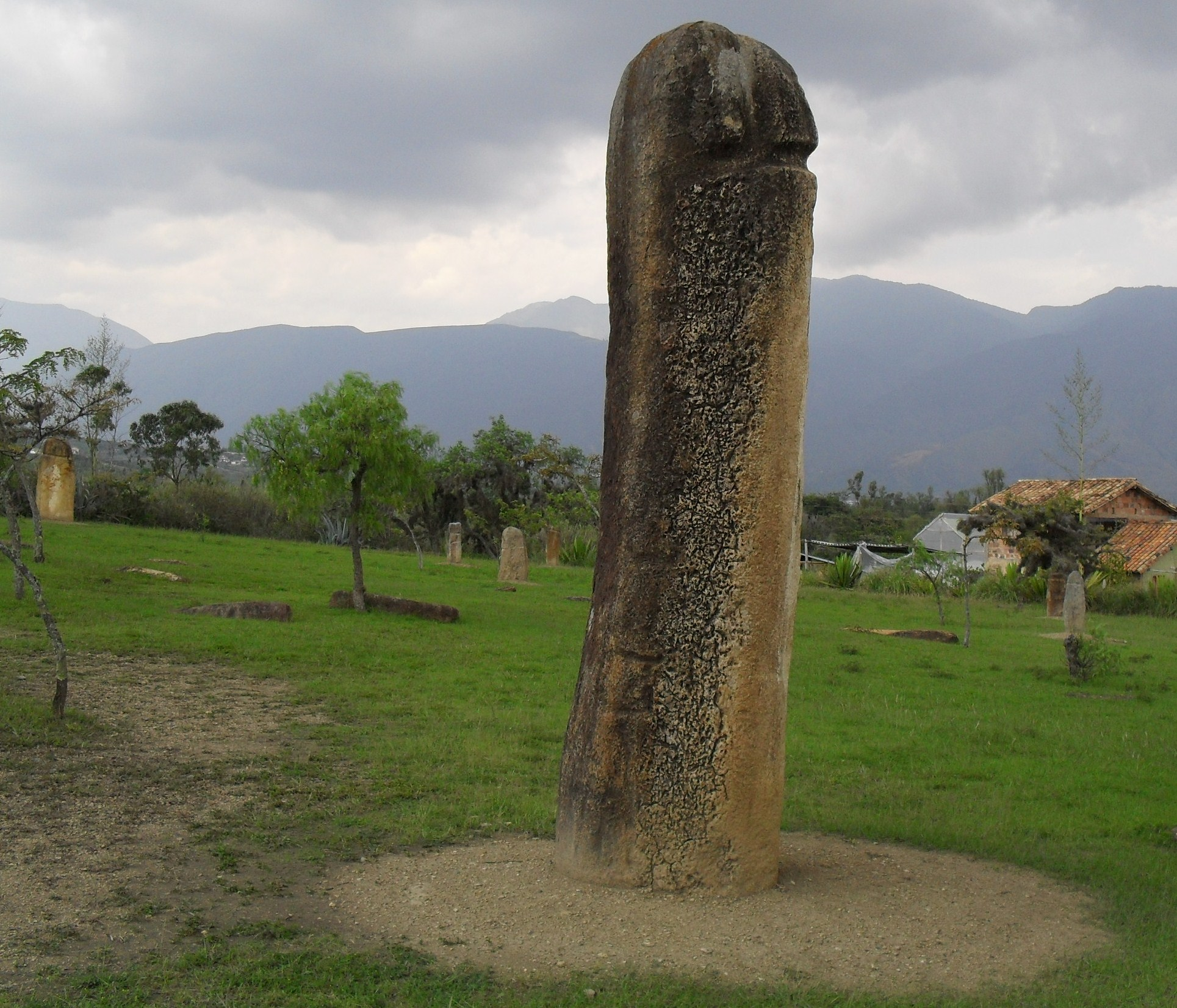
Megàlit fàl·lic, Parc Arqueològic de Monquirá